# Pola Gauguin

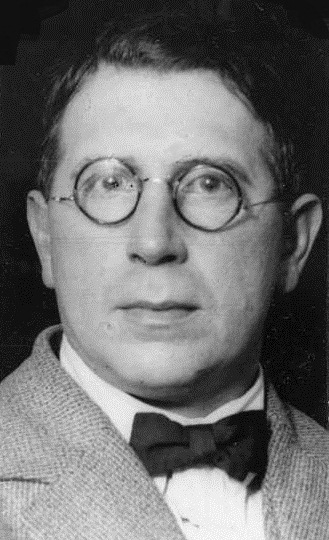
Pola Gauguin, um 1935

Pola Gauguin, geboren als Paul Rollon Gauguin, (* 6. Dezember 1883 in Paris, Frankreich; † 2. Juli 1961 in Kopenhagen, Dänemark) war ein dänisch-norwegischer Maler, Kunstkritiker und Biograf.

## Leben
Pola Gauguin war der Sohn von Paul Gauguin und Bruder von Jean René Gauguin. Nach den Gesetzen der Französischen Republik war er als Sohn eines Franzosen französischer Staatsbürger (Abstammungsprinzip). Er wuchs in Kopenhagen auf und heiratete dort 1910 die aus dem norwegischen Bergen stammende Ingrid Blehr (1881–1959). Das Paar hatte einen Sohn, den späteren Künstler Paul René Gaugin. Das Paar zog 1912 nach Oslo in Norwegen um, wo Gauguin 1916 die norwegische Staatsbürgerschaft annahm.
Von 1945 bis zu seiner Übersiedlung nach Dänemark war Gauguin unter anderem Kritiker an der Osloer Tageszeitung Verdens Gang. 1949 ließ er sich endgültig in Kopenhagen nieder.

## Gemälde
- 1913: Fra Homansbyen, Nationalmuseum Oslo, Oslo.
- 1916: Mordet, Norwegische Nationalgalerie, Oslo.

## Veröffentlichungen
Zu seinen Biografien zählen Werke über den norwegischen Maler Henrik Lund sowie über Christian Krohg, Edvard Munch und Ludvig Karsten.
- Paul Gauguin, min far, norwegisch.
  - deutsch von Elisabeth Ihle: Paul Gauguin. Paul List Verlag, Leipzig 1937.
  - als List-Taschenbuch: Paul Gauguin: Zwischen Impressionismus und Expressionismus, Paul List Verlag, München 1960.